# Équipe de Roumanie de football au Championnat d'Europe 1996
L'équipe de Roumanie de football participe à sa 2e phase finale de championnat d'Europe lors de l'édition 1996 qui se tient en Angleterre du 8 juin 1996 au 30 juin 1996. Les Roumains sont éliminés au premier tour en terminant derniers du groupe B.

## Phase qualificative
La phase qualificative est composée de huit groupes. Les huit vainqueurs de poule, les six meilleurs deuxièmes et le vainqueur du barrage entre les deux moins bons deuxièmes se qualifient pour l'Euro 1996 et ils accompagnent l'Angleterre, qualifiée d'office en tant que pays organisateur. La Roumanie termine 1re du groupe 1.
| Rang | Équipe      | Pts | J  | G | N | P | Bp | Bc | Diff |  | Résultats (▼ dom., ► ext.) |     |     |     |     |     |      |
| ---- | ----------- | --- | -- | - | - | - | -- | -- | ---- |  | -------------------------- | --- | --- | --- | --- | --- | ---- |
| 1    | Roumanie    | 21  | 10 | 6 | 3 | 1 | 18 | 9  | +9   |  | Roumanie                   |     | 1-3 | 3-2 | 2-1 | 2-1 | 3-0  |
| 2    | France      | 20  | 10 | 5 | 5 | 0 | 22 | 2  | +20  |  | France                     | 0-0 |     | 4-0 | 1-1 | 2-0 | 10-0 |
| 3    | Slovaquie   | 14  | 10 | 4 | 2 | 4 | 14 | 18 | -4   |  | Slovaquie                  | 0-2 | 0-0 |     | 4-1 | 1-0 | 4-1  |
| 4    | Pologne     | 13  | 10 | 3 | 4 | 3 | 14 | 12 | +2   |  | Pologne                    | 0-0 | 0-0 | 5-0 |     | 4-3 | 1-0  |
| 5    | Israël      | 12  | 10 | 3 | 3 | 4 | 13 | 13 | 0    |  | Israël                     | 1-1 | 0-0 | 2-2 | 2-1 |     | 2-0  |
| 6    | Azerbaïdjan | 1   | 10 | 0 | 1 | 9 | 2  | 29 | -27  |  | Azerbaïdjan                | 1-4 | 0-2 | 0-1 | 0-0 | 0-2 |      |

## Phase finale

### Premier tour
| Groupe B |          |     |   |   |   |   |    |    |      |
|          | Équipe   | Pts | J | G | N | P | BP | BC | Diff |
| 1        | France   | 7   | 3 | 2 | 1 | 0 | 5  | 2  | +3   |
| 2        | Espagne  | 5   | 3 | 1 | 2 | 0 | 4  | 3  | +1   |
| 3        | Bulgarie | 4   | 3 | 1 | 1 | 1 | 3  | 4  | -1   |
| 4        | Roumanie | 0   | 3 | 0 | 0 | 3 | 1  | 4  | -3   |

| 9 juin  | Espagne  | 1 | 1 | Bulgarie |
| 10 juin | Roumanie | 0 | 1 | France   |
| 13 juin | Bulgarie | 1 | 0 | Roumanie |
| 15 juin | France   | 1 | 1 | Espagne  |
| 18 juin | France   | 3 | 1 | Bulgarie |
| 18 juin | Roumanie | 1 | 2 | Espagne  |

| 10 juin 1996                      | Roumanie  | 0 - 1 | France      | St James' Park, Newcastle                     |                                               |
| 19:30 · Historique des rencontres |           |       | Dugarry 25e | Spectateurs : 26 323 Arbitrage : Hellmut Krug | Spectateurs : 26 323 Arbitrage : Hellmut Krug |
| 19:30 · Historique des rencontres | (Rapport) |       |             | Spectateurs : 26 323 Arbitrage : Hellmut Krug | Spectateurs : 26 323 Arbitrage : Hellmut Krug |

| 13 juin 1996                      | Bulgarie     | 1 - 0 | Roumanie | St James' Park, Newcastle                        |                                                  |
| 16:30 · Historique des rencontres | Stoichkov 3e |       |          | Spectateurs : 19 107 Arbitrage : Peter Mikkelsen | Spectateurs : 19 107 Arbitrage : Peter Mikkelsen |
| 16:30 · Historique des rencontres | (Rapport)    |       |          | Spectateurs : 19 107 Arbitrage : Peter Mikkelsen | Spectateurs : 19 107 Arbitrage : Peter Mikkelsen |

| 18 juin 1996                      | Roumanie      | 1 - 2 | Espagne                 | Elland Road, Leeds                           |                                              |
| 16:30 · Historique des rencontres | Răducioiu 29e |       | Manjarín 11e · Amor 84e | Spectateurs : 32 719 Arbitrage : Ahmet Çakar | Spectateurs : 32 719 Arbitrage : Ahmet Çakar |
| 16:30 · Historique des rencontres | (Rapport)     |       |                         | Spectateurs : 32 719 Arbitrage : Ahmet Çakar | Spectateurs : 32 719 Arbitrage : Ahmet Çakar |

## Effectif
Sélectionneur : Anghel Iordănescu
| No. | Pos.      | Joueur             | Date de naissance et âge | Sélec. | Club               |
| --- | --------- | ------------------ | ------------------------ | ------ | ------------------ |
| 1   | Gardien   | Bogdan Stelea      | 5 décembre 1967          |        | Steaua Bucarest    |
| 2   | Défenseur | Dan Petrescu       | 22 décembre 1967         |        | Chelsea            |
| 3   | Défenseur | Daniel Prodan      | 23 mars 1972             |        | Steaua Bucarest    |
| 4   | Défenseur | Miodrag Belodedici | 20 mai 1964              |        | Villarreal CF      |
| 5   | Milieu    | Ioan Lupescu       | 9 décembre 1968          |        | Bayer Leverkusen   |
| 6   | Défenseur | Gheorghe Popescu   | 9 octobre 1967           |        | FC Barcelone       |
| 7   | Attaquant | Marius Lăcătuş     | 5 avril 1964             |        | Steaua Bucarest    |
| 8   | Milieu    | Ioan Sabău         | 12 février 1968          |        | Brescia Calcio     |
| 9   | Attaquant | Florin Răducioiu   | 17 mars 1970             |        | Espanyol Barcelone |
| 10  | Milieu    | Gheorghe Hagi      | 5 février 1965           |        | FC Barcelone       |
| 11  | Milieu    | Dorinel Munteanu   | 25 juin 1968             |        | 1. FC Cologne      |
| 12  | Gardien   | Florin Prunea      | 8 août 1968              |        | Dinamo Bucarest    |
| 13  | Défenseur | Tibor Selymes      | 14 mai 1970              |        | Cercle Bruges      |
| 14  | Milieu    | Constantin Gâlcă   | 8 mars 1972              |        | Steaua Bucarest    |
| 15  | Défenseur | Anton Doboş        | 13 octobre 1965          |        | Steaua Bucarest    |
| 16  | Défenseur | Gheorghe Mihali    | 9 décembre 1965          |        | EA Guingamp        |
| 17  | Défenseur | Iulian Filipescu   | 29 mars 1974             |        | Steaua Bucarest    |
| 18  | Milieu    | Ovidiu Stîngă      | 5 décembre 1972          |        | UD Salamanque      |
| 19  | Attaquant | Adrian Ilie        | 20 avril 1974            |        | Steaua Bucarest    |
| 20  | Attaquant | Viorel Moldovan    | 8 juillet 1972           |        | Neuchâtel Xamax    |
| 21  | Attaquant | Ion Vladoiu        | 5 novembre 1968          |        | Steaua Bucarest    |
| 22  | Gardien   | Alexandru Tene     | 10 novembre 1968         |        | Rapid Bucarest     |

## Navigation